# Gräser Ferenc
Gräser Ferenc (Nyírmada, 1892. október 18. – Treviso, 1918. május 17.) az osztrák-magyar Császári és Királyi Légierő második legeredményesebb magyar pilótája volt az első világháborúban.

## Élete
Gräser Ferenc 1892. október 18-án született Nyírmadán (más források szerint az erdélyi Medgyesen). október 18-án született. Reálgimnáziumi érettségije után a budapesti Műegyetemen folytatta tanulmányait, ahol hat szemesztert fejezett be, de az első világháború kitörése miatt abba kellett hagyni tanulmányait. 1914. október 26-án bevonult és a 72. gyalogezredben megkapta az alapkiképzést. 1915 januárjától júliusig az esztergomi tartalékos tiszti iskolában tanult és augusztus 1-én tartalékos hadnaggyá nevezték ki. Az év második felében kikerült a keleti frontra, ahol egy géppuskás osztag parancsnokaként tizenegy hónapot töltött és egyszer megsebesült. 1916 nyarán jelentkezett a Légjárócsapatokhoz és Bécsújhelyen elvégezte a megfigyelőtiszti tanfolyamot. Októberben az Isonzó-frontra, a 2. repülőszázadhoz irányították. 
Első légi győzelmét 1917. február 17-én szerezte, amikor Tolmin térségében Hansa-Brandenburg C.I-es felderítő gépén lelőtt egy olasz kétüléses Voisin III. A légicsata során az ő repülőgépe is megrongálódott és kényszerleszállást kellett végrehajtaniuk. Május 20-án Wognár Ferenc pilóta társaságában egy SPAD-ot kényszerített földre. A hónap végén áthelyezték a 32. repülőszázadhoz, itt nem hivatalosan megtanult repülőgépet vezetni (pilótaigazolványt soha nem kapott) és szeptembertől már többnyire pilótaként indult a bevetésekre. 
1917. október 1-én a Prosecco repterén állomásozó 42. vadászrepülő-századhoz irányították. Néhány héttel később, október 24-én megkezdődött a tizenkettedik isonzói csata, amely a caporettói áttöréssé fejlődött. Gräser az első három nap során négy ellenséges repülőgépet lőtt le és bekerült az ászpilóták elit klubjába. Repülőgépe oldalára felfestett jelvénye a fülesbagoly volt. Az ütközet december 2-i befejezéséig négy újabb légi győzelmet aratott (többek között egy megfigyelőballont és három hidroplánt lőtt le).        
1918 januárjában átkerült az akkor létrehozott 61. vadászrepülő-századhoz, amelyet a Monarchia egyik legjobb vadászpilótája, Ernst Strohschneider vezetett. Január 26-án egy repülőcsónakot semmisített meg, 30-án parancsnokával közösen egy R.E.8 brit felderítőt kényszerített földre, február 24-én egy Macchi M.5 repülőcsónak, március 8-án pedig egy megfigyelőballon került győzelemlistájára. Utolsó, 18. légi győzelmét Noventa di Piave térségében érte el egy olasz SAML S.2 felderítő ellen. Miután március 21-én Strohschneider balesetben meghalt, Gräser vette át a század irányítását. 
1918. május 17-én egy felderítőnek biztosított vadászfedezetet, amikor Treviso után három olasz vadászgép támadt rájuk. A légiharc során Antonio Chiri őrmester (összesen 5 légi győzelem) kilőtte Gräser Albatros D.III-asát, ő pedig nem élte túl a zuhanást.  

## Kitüntetései
- Lipót-rend lovagkeresztje hadidíszítménnyel, kardokkal (posztumusz)
- Vaskorona-rend III. osztálya hadidíszítménnyel, kardokkal
- Katonai Érdemkereszt III. osztálya hadidíszítménnyel, kardokkal
- Bronz Katonai Érdemérem hadiszalagon, kardokkal
- Ezüst Vitézségi Érem II. osztály

## Légi győzelmei
| Sorszám       | Dátum                        | Beosztási hely      | Repülőgép típusa               | Ellenfél        | Csata helye          |
| 1             | 1917. február 10.            | 2. felderítőszázad  | Hansa-Brandenburg C.I (29.58)  | Farman          | Tolmeintől nyugatra  |
| 2             | 1917. május 20.              | 32. felderítőszázad | Hansa-Brandenburg C.I (229.20) | SPAD 1          | Monte Sabotino       |
| 3             | 1917. október 25.            | 42. vadászszázad    | Albatros D.III (153.13)        | Hidroplán       | Sdobba Estuary       |
| 4             | 1917. október 26.            | 42. vadászszázad    | Albatros D.III (153.13)        | Ballon          |                      |
| 5             | 1917. október 26.            | 42. vadászszázad    | Albatros D.III (153.13)        | Nieuport Scout  | Doberdo-tó           |
| 6             | 1917. október 27.            | 42. vadászszázad    | Albatros D.III (153.13)        | Hidroplán       |                      |
| 7             | 1917. november 15.           | 42. vadászszázad    | Albatros D.III (153.61)        | Sopwith Camel   | Meolo-Monistier      |
| 8             | 1917. november 23.           | 42. vadászszázad    | Albatros D.III (153.44)        | Macchi L3       | Agenzia mellett      |
| 9             | 1917. november 27.           | 42. vadászszázad    | Albatros D.III (153.44)        | SAML 2          | San Dona di Piave    |
| 10            | 1917. november 29.           | 42. vadászszázad    | Albatros D.III (153.61)        | SAML 2          | Vianello             |
| 11            | 1917. december 5.            | 42. vadászszázad    | Albatros D.III (153.44)        | Savoia-Pomilio  | San Biaggio-La Fossa |
| 12            | 1918. január 26., 18:10 perc | 61. vadászszázad    | Albatros D.III (153.106)       | Hidroplán       | Laguna Palude        |
| 13            | 1918. január 30.             | 61. vadászszázad    | Albatros D.III (153.110)       | R.E.8.          | Cana Reggia          |
| 14            | 1918. február 24.            | 61. vadászszázad    | Albatros D.III (153.106)       | Macchi M5       | Marcello             |
| 15            | 1918. március 8.             | 61. vadászszázad    | Albatros D.III (153.106)       | Ballon          | Cenesa Canal         |
| 16            | 1918. március 12.            | 61. vadászszázad    | Albatros D.III (153.106)       | Ansaldo S.V.A.5 | Monistier di Treviso |
| Nem hivatalos | 1918. március 12.            | 61. vadászszázad    | Albatros D.III (153.106)       | Ansaldo S.V.A.5 | Monistier di Treviso |
| 17            | 1918. március 16.            | 61. vadászszázad    | Albatros D.III (153.106)       | Ansaldo S.V.A.5 | Casonetti            |
| 18            | 1918. március 23.            | 61. vadászszázad    | Albatros D.III (153.111)       | SAML 2          | Noventa di Piave     |